# Skalička (Olomouc)
Skalička (in tedesco Skalitschka) è un comune della Repubblica Ceca facente parte del distretto di Přerov, nella regione di Olomouc.